# Lista över Västmanlands runinskrifter
Detta är en lista över runinskrifter från Västmanland.
| Namn                   | Typ                                            | Tillkomsttid         | Plats                                                  | Socken        | Kommun   | Läge                 | RAÄ-nummer  | Bild |
| ---------------------- | ---------------------------------------------- | -------------------- | ------------------------------------------------------ | ------------- | -------- | -------------------- | ----------- | ---- |
| Vs 1                   | Runsten                                        |                      | Stora Rytterne kyrkoruin                               | Rytterne      | Västerås | 59.512529, 16.342408 | 52:1        |      |
| Vs 2                   | Ornamental sten                                |                      | Stora Rytterne kyrkoruin                               | Rytterne      | Västerås | 59.512486, 16.342365 | 52:2        |      |
| Vs 3                   | Runsten, försvunnen                            |                      | Kävlinge, Bysingsberg                                  | Dingtuna      | Västerås | 59.5963, 16.3629     | -           |      |
| Vs 4                   | Runstensfragment                               |                      | Vändle, Norrgården                                     | Dingtuna      | Västerås | 59.564256, 16.353522 | 145:1       |      |
| Vs 5                   | Runsten                                        |                      | Vändle, Sörgården                                      | Dingtuna      | Västerås | 59.562880, 16.351363 | 278:1       |      |
| Vs 6                   | Runristning i tegel, försvunnen                | medeltida            | Västerås domkyrka                                      | Västerås      | Västerås | 59.612533, 16.541414 | 362:1       |      |
| Vs 7                   | Runristning i tegel, försvunnen                | medeltida            | Västerås domkyrka                                      | Västerås      | Västerås | 59.612533, 16.541414 | 362:1       |      |
| Vs 8                   | Runristning i puts                             | medeltida            | Västerås domkyrka                                      | Västerås      | Västerås | 59.612533, 16.541414 | 362:1       |      |
| Vs 9                   | Runsten                                        |                      | Saltängsbron                                           | Västerås      | Västerås | 59.589925, 16.493563 | 275:1       |      |
| Vs 10                  | Ornamental sten                                |                      | Saltängsbron                                           | Västerås      | Västerås | 59.589579, 16.493764 | 275:2       |      |
| Vs 11                  | Runstensfragment, försvunnet                   |                      | Västerås, Smäcken                                      | Västerås      | Västerås | 59.612533, 16.541414 | 362:1       |      |
| Vs 12                  | Gravhäll                                       |                      | Västerås, Stora gatan 44B, nu på Vallby friluftsmuseum | Västerås      | Västerås | 59.620469, 16.517428 | 57:3        |      |
| Vs 13 Anundshögsstenen | Runsten                                        |                      | Anundshög                                              | Västerås      | Västerås | 59.629927, 16.646290 | 431:4       |      |
| Vs 14                  | Dörrbeslag, järn                               | medeltida            | Björksta kyrka, nu på Statens Historiska Museum        | Björksta      | Västerås | 59.650836, 16.828817 | 120:2       |      |
| Vs 15                  | Runsten                                        |                      | Lilla Kyringe, nu vid Målhammar                        | Björksta      | Västerås | 59.598946, 16.887804 | 168:1       |      |
| Vs 16                  | Runsten                                        |                      | Tortuna kyrka                                          | Tortuna       | Västerås | 59.677705, 16.731113 | 39:1        |      |
| Vs 17                  | Runsten                                        |                      | Råby                                                   | Tortuna       | Västerås | 59.680776, 16.769343 | 50:1        |      |
| Vs 18                  | Runsten                                        |                      | Berga                                                  | Skultuna      | Västerås | 59.720047, 16.418095 | 113:1       |      |
| Vs 19                  | Runsten                                        |                      | Berga                                                  | Skultuna      | Västerås | 59.719982, 16.418200 | 113:2       |      |
| Vs 20                  | Runsten                                        |                      | Romfartuna kyrka                                       | Romfartuna    | Västerås | 59.730447, 16.558136 | 33:1        |      |
| Vs 21                  | Runstensfragment                               |                      | Äs, nu i Västmanlands läns museum                      | Romfartuna    | Västerås | 59.701547, 16.579942 | 171:1       |      |
| Vs 22                  | Runsten                                        |                      | Ulvsta, nu vid Svanå bruk                              | Haraker       | Västerås | 59.778254, 16.379580 | 25:1        |      |
| Vs 23                  | Runsten                                        |                      | Gussjö                                                 | Fläckebo      | Sala     | 59.891222, 16.375648 | 2:1         |      |
| Vs 24 Odendisastenen   | Runsten                                        |                      | Hassmyra, nu vid hembygdsgården i Fläckebo             | Fläckebo      | Sala     | 59.873053, 16.341378 | 4:1         |      |
| Vs 25                  | Runstensfragment, försvunnet                   |                      | Sätra                                                  | Fläckebo      | Sala     | 59.8616, 16.4476     | -           |      |
| Vs 26                  | Handkvarn                                      | medeltida            | Vallrum, nu i Västmanlands läns museum                 | Kumla         | Sala     | 59.7728, 16.6008     | -           |      |
| Vs 27                  | Runsten                                        |                      | Grällsta                                               | Kila          | Sala     | 59.851997, 16.533578 | 1:1         |      |
| Vs 28                  | Runstensfragment, försvunnet, en del av Vs 27. |                      | Grällsta                                               | Kila          | Sala     | 59.851997, 16.533578 | 1:1         |      |
| Vs 29                  | Runsten                                        |                      | Sala landsförsamlings kyrka                            | Sala          | Sala     | 59.932021, 16.617582 | socken 82:1 |      |
| Vs 30                  | Runstensfragment                               |                      | Forneby, nu vid Möklinta gammelgård                    | Möklinta      | Sala     | 60.088738, 16.539107 | 4:1         |      |
| Vs 31                  | Runblock                                       |                      | Österbännbäck                                          | Möklinta      | Sala     | 60.172496, 16.591082 | 36:1        |      |
| Vs 32                  | Runstensfragment                               |                      | Prästgården, nu på Gammelgården                        | Västerfärnebo | Sala     | 59.947748, 16.274704 | 47:2        |      |
| Vs 33                  | Runstensfragment, försvunnet                   |                      | Prästgården                                            | Västerfärnebo | Sala     | 59.9456, 16.2735     | -           |      |
| Vs Fv1972;266          | Kyrkdörr                                       | medeltida (1300-tal) | Irsta kyrka                                            | Irsta         | Västerås | 59.598672, 16.705825 | 390:1       |      |
| Vs Fv1988;36           | Runsten                                        |                      | Jädra                                                  | Hubbo         | Västerås | 59.658682, 16.613070 | 74:2        |      |
| Vs Fv1992;173          | Knivskaft                                      | medeltida (1200-tal) | Västerås, kv. Linnea                                   | Västerås      | Västerås | 59.610542, 16.542811 | 232:1       |      |